# Joël Bettin
Joël Bettin (ur. 14 grudnia 1966 w Melun) – francuski kajakarz, kanadyjkarz. Brązowy medalista olimpijski z Seulu.
Zawody w 1988 były jego jedynymi igrzyskami olimpijskimi. Zajął trzecie miejsce w kanadyjkowej dwójce na dystansie 500 metrów, wspólnie z nim płynął Philippe Renaud. W 1989 zdobył dwa brązowe medale mistrzostw świata na dystansie 500 metrów w kanadyjkowej dwójce i czwórce. W 1991 zdobył srebro mistrzostw świata w czwórce na dystansie 500 metrów. 